# Country club
Pour les articles homonymes, voir Country Club.

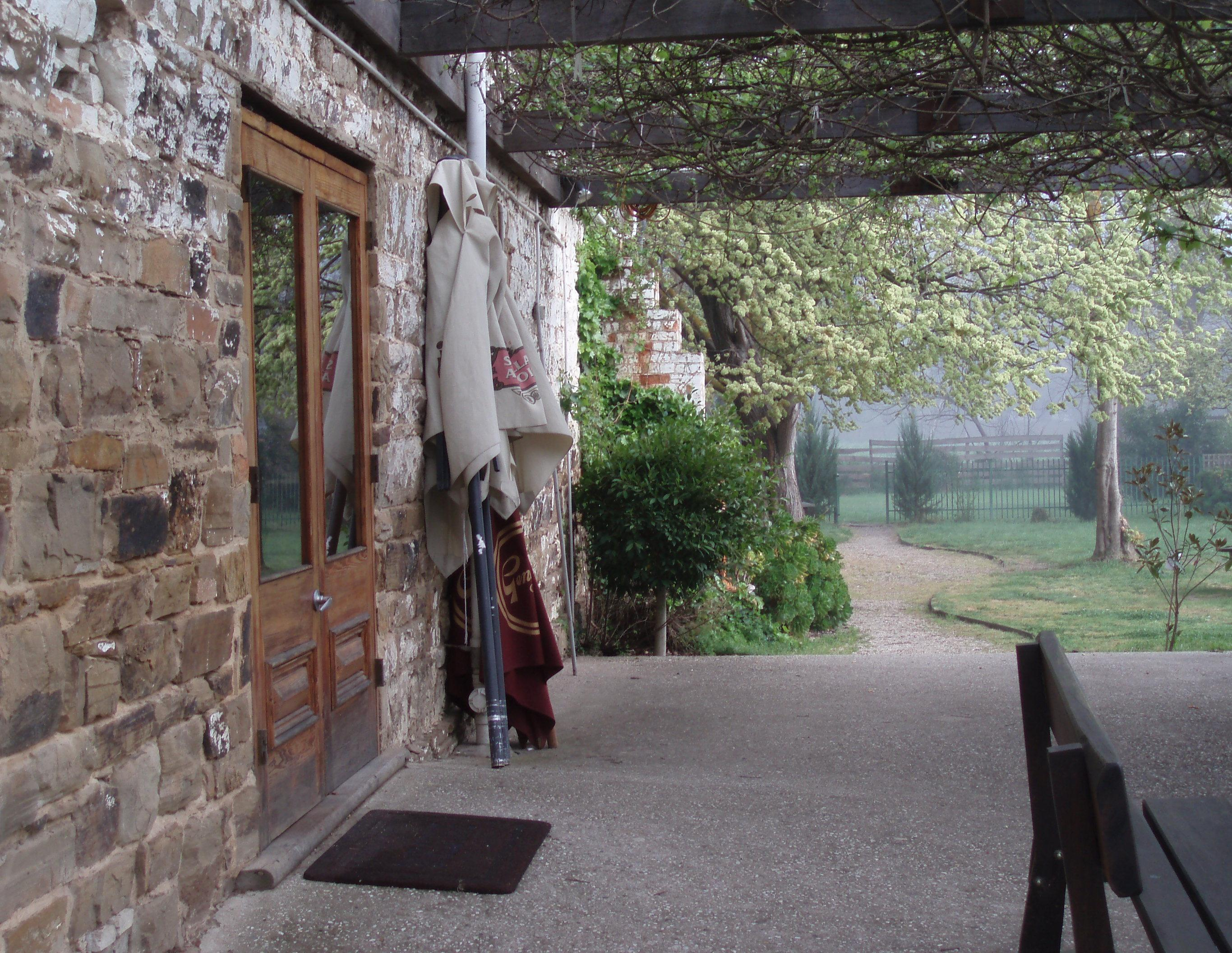
Self-explanatory.

Un country club est un club sportif privé où l'on peut pratiquer des sports tels que le tennis, l'équitation, le golf et le polo et participer à des événements mondains.
En France, il existe de nombreux country clubs. Par exemple :
- le country club de Paris[2] ;
- le country club de Champagne (à Cunfin) ;
- le country club de Chatillon[3] ;
- le country club de Monaco ;
- le country club de Bordeaux-Cameyrac ;
- le country club d'Anjou[4] ;
- le country club d’Anglet-Chiberta[5] ;
- le country club de Saint-Tropez-Gassin[6].